# Эпир и Западная Македония
Эпи́р и За́падная Македо́ния (греч. Αποκεντρωμένη Διοίκηση Ηπείρου — Δυτικής Μακεδονίας) — одна из семи децентрализованных администраций Греции, состоящая из периферий Эпир и Западная Македония. Население 620 545 жителей по переписи 2011 года. Площадь 18 654,623 квадратного километра. Плотность 33,26 человека на квадратный километр. 
Административным центром является город Янина. В настоящее время исполняющим обязанности генерального секретаря является Василиос Михелакис (Βασίλειος Μιχελάκης).
Децентрализованная администрация была создана в 2011 году в рамках масштабной административной реформы, называемой Программа «Калликратис» (Закон 3852/2010).
Используя административную и финансовую автономию, децентрализованные администрации осуществляют управление в области городского планирования, экологической и энергетической политики, лесного хозяйства, миграции и гражданства. Кроме того децентрализованные администрации осуществляют контроль за административными единицами первого и второго уровня: общинами (димами) и перифериями, в данном случае за 30 общинами в двух перифериях — в Эпире и Западной Македонии.
Децентрализованная администрация Эпира и Западной Македонии является одним из самых малонаселённых регионов данного уровня и опережает лишь децентрализованную администрацию Эгейских островов. Согласно европейской номенклатуре территориальных единиц для целей статистики, децентрализованная администрация Эпира и Западной Македонии вместе с двумя перифериями децентрализованной администрации Македония и Фракия образует регион EL5 (Северная Греция) в номенклатуре территориальных единиц для целей статистики.